# Chlorurus atrilunula
Chlorurus atrilunula es una especie de peces de la familia Scaridae en el orden de los Perciformes.

## Morfología
• Los machos pueden llegar alcanzar los 30 cm de longitud total.

## Distribución geográfica
Se halla desde Kenia hasta Sudáfrica.